# Crithagra menachensis
El serín yemení (Crithagra menachensis) es una especie de ave paseriforme de la familia Fringillidae endémica de Arabia.

## Distribución y hábitat
Se encuentra únicamente en las montañas del suroeste de la península arábiga, distribuido por Omán, Arabia Saudita y Yemen.